# Villa Purificación
Villa Purificación (oft auch nur Purificación) ist eine Kleinstadt mit etwa 6000 Einwohnern und Hauptort einer Gemeinde (municipio) von etwa 11.500 Einwohnern im mexikanischen Bundesstaat Jalisco.

## Lage und Klima
Die Kleinstadt Villa Purificación liegt etwa 235 km (Fahrtstrecke) südwestlich von Guadalajara, der Hauptstadt des Bundesstaates, in einer Höhe von ca. 460 m; Mexiko-Stadt ist etwa 780 km in östlicher Richtung entfernt. Das zumeist warme Klima wird in hohem Maße vom nur etwa 50 km (Luftlinie) entfernten Pazifik beeinflusst; Regen (ca. 1000–1400 mm/Jahr) fällt überwiegend im Sommerhalbjahr.

## Bevölkerungsentwicklung
| Jahr      | 2000 | 2020 |
| Einwohner | 4504 | 5965 |

Der leichte aber stetige Bevölkerungszuwachs beruht im Wesentlichen auf der immer noch anhaltenden Zuwanderung von Familien aus den Dörfern der Umgebung. Nur noch etwa 50 Personen sprechen eine der vielen Indio-Sprachen; spanisch ist deutlich weiter verbreitet.

## Wirtschaft
Bereits in der Kolonialzeit dienten die fruchtbaren Böden in der Umgebung von Villa Purificación der Versorgung mit Nahrungsmitteln. Heute spielt die Landwirtschaft (Feldbau, Forstwirtschaft und Viehzucht) immer noch die wichtigste Rolle im Leben der Gemeinde; daneben sind auch der Anbau von Getreide (Mais, Weizen, Gerste) und der Obst- und Gemüseanbau (Bohnen, Chilis, Tomaten, Kaktusfeigen) von Bedeutung. In der Stadt selbst haben sich Kleinhändler, Handwerker und Dienstleister aller Art angesiedelt.

## Geschichte
Eine Besiedlung der Gegend in vorspanischer Zeit ist durch entsprechende Berichte nachgewiesen. Die Stadtgründung durch die Spanier erfolgte am 2. Februar 1533 im Auftrag des Konquistadors Nuño Beltrán de Guzmán; die Missionierung der Indios lag in den Händen des  Augustinerordens. In der Zeit des Unabhängigkeitskampfes (ca. 1810 bis 1820) lag der Ort fernab des Geschehens.

## Sehenswürdigkeiten
Die Ende des 16. Jahrhunderts erbaute Iglesia de Nuestra Señora de la Candelaria gilt als eine der ältesten, noch in großen Teilen original erhaltenen Kolonialkirchen in ganz Mexiko. Ihre Fassade ist schmucklos; die beiden Glockentürme (campanarios), wie auch der Mittelgiebel wurden wahrscheinlich erst im 17. Jahrhundert aufgesetzt. Eine Kuppel fehlt. Auf der Südseite wurde der Verputz teilweise entfernt, so dass das alte Bruchsteinmauerwerk im unteren Bereich sichtbar wird.